# Лянгар (река)
Лянгар — река в Таджикистане. Протекает по территории Мургабского района Горно-Бадахшанской автономной области. Впадает в Ирхтский залив Сарезского озера на высоте 3255,7 м над уровнем моря.
Длина — 34 км. Площадь водосбора — 341 км². Средневзвешенная высота водосбора — 4670 м. Среднеквадратичное отклонение — 460 м. Расход воды — 15,8 м³/с, максимальное значение — 49,0 м³/с (1942), минимальное значение — 5,9 м³/с (1957) (место измерения устье).

## География
Согласно данным справочника «Ресурсы поверхностных вод СССР» (1971) изреженная растительность и полупустынные зоны занимают 46,4 % от общей площади бассейна Лянгар, 53,6 % скалистые обнажения, осыпи, ледники и фирновые поля. Площадь бассейна с преобладанием горных пород делится следующим образом:
1. Мелкозём, суглинки, супеси, суглинистые и супесчаные отложения — 0,1 %
2. Галечники и пески — 2,0 %
3. Сланцы, глины, алевролиты — 30 %
4. Песчаники, конгломераты — 15 %
5. Карбонаты, глины, мергели, известняки, доломиты, соли — 2,9 %
6. Интрузивы, эффузивы, метаморфические — 50,0 %

## Гидрография
Количество рек протяжённостью менее 10 км расположенных в бассейне Лянгар — 49, их общая длина составляет 117 км.
Коэффициент внутригодового стока — 3,72. Месяц с наибольшим стоком — август. 63 % от годового стока приходится на период с июля по сентябрь. Тип питания — ледниково-снеговое.
Лянгар входит в I группу рек с весенним лимитирующим сезоном. В таблице приведены следующие характеристики стока реки (место измерения устье).
| Водность года | Месячный сток (%) | Месячный сток (%) | Месячный сток (%) | Месячный сток (%) | Месячный сток (%) | Месячный сток (%) | Месячный сток (%) | Месячный сток (%) | Месячный сток (%) | Месячный сток (%) | Месячный сток (%) | Месячный сток (%) | Сезонный сток (%) | Сезонный сток (%) | Сезонный сток (%)  |
| Водность года | I                 | II                | III               | IV                | V                 | VI                | VII               | VIII              | IX                | X                 | XI                | XII               | Весна (IV—VII)    | Лето (VIII—IX)    | Зима-лето (X—III)! |
| ------------- | ----------------- | ----------------- | ----------------- | ----------------- | ----------------- | ----------------- | ----------------- | ----------------- | ----------------- | ----------------- | ----------------- | ----------------- | ----------------- | ----------------- | ------------------ |
| Средний       | 2,8               | 2,5               | 2,2               | 2,0               | 3,3               | 9,5               | 22,3              | 25,8              | 14,8              | 7,1               | 4,6               | 3,4               | 75,4              | 20,4              | 4,2                |

### Комментарии
1. ↑  отношение величины стока за период июль-сентябрь к величине стока за период март-июнь